# 澳洲國家博物館
澳洲國家博物館（National Museum of Australia），創立於1980年，直到2001年才在現址開幕，位於澳洲首都領地坎培拉，座落在澳洲國立大學南端。澳洲國家博物館是一座以社會歷史為主題的博物館，介紹澳洲原住民歷史和文化、歐洲移民的歷史及澳洲人與環境之間的互動。

## 外部連結
- 官方网站